# Fosse no 5 - 5 bis des mines de Béthune
La fosse no 5 - 5 bis de la Compagnie des mines de Béthune est un ancien charbonnage du Bassin minier du Nord-Pas-de-Calais, situé à Loos-en-Gohelle. La fosse no 5 est commencée le 16 avril 1873, le fonçage n'est pas particulièrement complexe, et la fosse peut commencer à produire le 15 mai 1875. Elle est très rapidement productive, et compense la fermeture de la fosse no 4. Le puits no 5 bis est commencé en 1901 à une cinquantaine de mètres du puits no 5. La fosse est détruite durant la Première Guerre mondiale. Lors de la reconstruction, le puits no 5 conserve un chevalement métallique, alors que le puits no 5 bis est équipé d'un chevalement en béton armé. Tous deux assurent l'extraction. De vastes cités sont reconstruites au nord de la fosse, ainsi qu'une église, et le terril conique no 59 prend de la hauteur.
La Compagnie des mines de Béthune est nationalisée en 1946, et intègre le Groupe de Béthune. Le puits no 5 bis est équipé d'un nouveau rotor en 1955. En 1963, le rabot « Westfalia » est mis en service, le gisement en plateure le permettant. La fosse cesse d'extraire en 1968, après avoir remonté 24 711 000 tonnes de houille. Les puits nos 5 et 5 bis sont remblayés en 1969, les chevalements sont détruits en 1969 et 1970. Le terril est intégralement exploité, les cités sont partiellement détruites.
Au début du XXIe siècle, Charbonnages de France matérialise les têtes des puits nos 5 et 5 bis. Le seul vestige de la fosse est sa grille d'entrée. Les cités ont été rénovées, et le site du terril est devenu un espace vert. L'église Saint Louis est inscrite aux monuments historiques le 9 octobre 2009, et la société de secours mutuels et la maison du médecin-chef le 18 mars 2010. La cité-jardin des Quarante, la cité pavillonnaire no 5, son église Saint-Louis, son prieuré et son école ont été inscrits le 30 juin 2012 sur la liste du patrimoine mondial de l'Unesco.

## La fosse

### Fonçage
La fosse no 5 est commencée le 16 avril 1873 à Loos-en-Gohelle. La fosse no 5 est située à 130 mètres à l'ouest du chemin de grande communication no 36, de Bouvigny-Boyeffles à Loos-en-Gohelle, et à 2 610 mètres à l'ouest du chlocher de Loos-en-Gohelle.

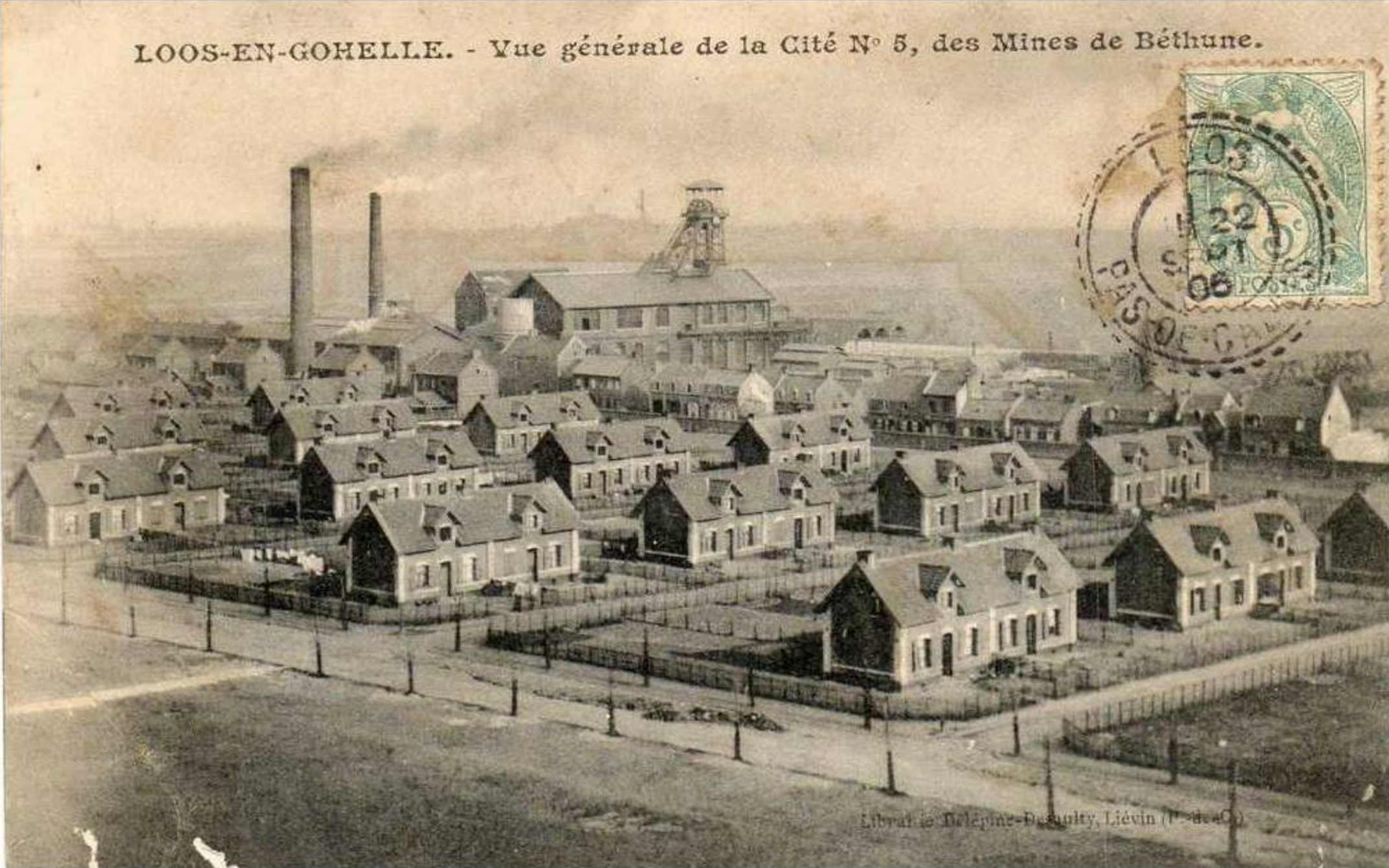
La fosse no 5 - 5 bis et ses cités vers 1906.

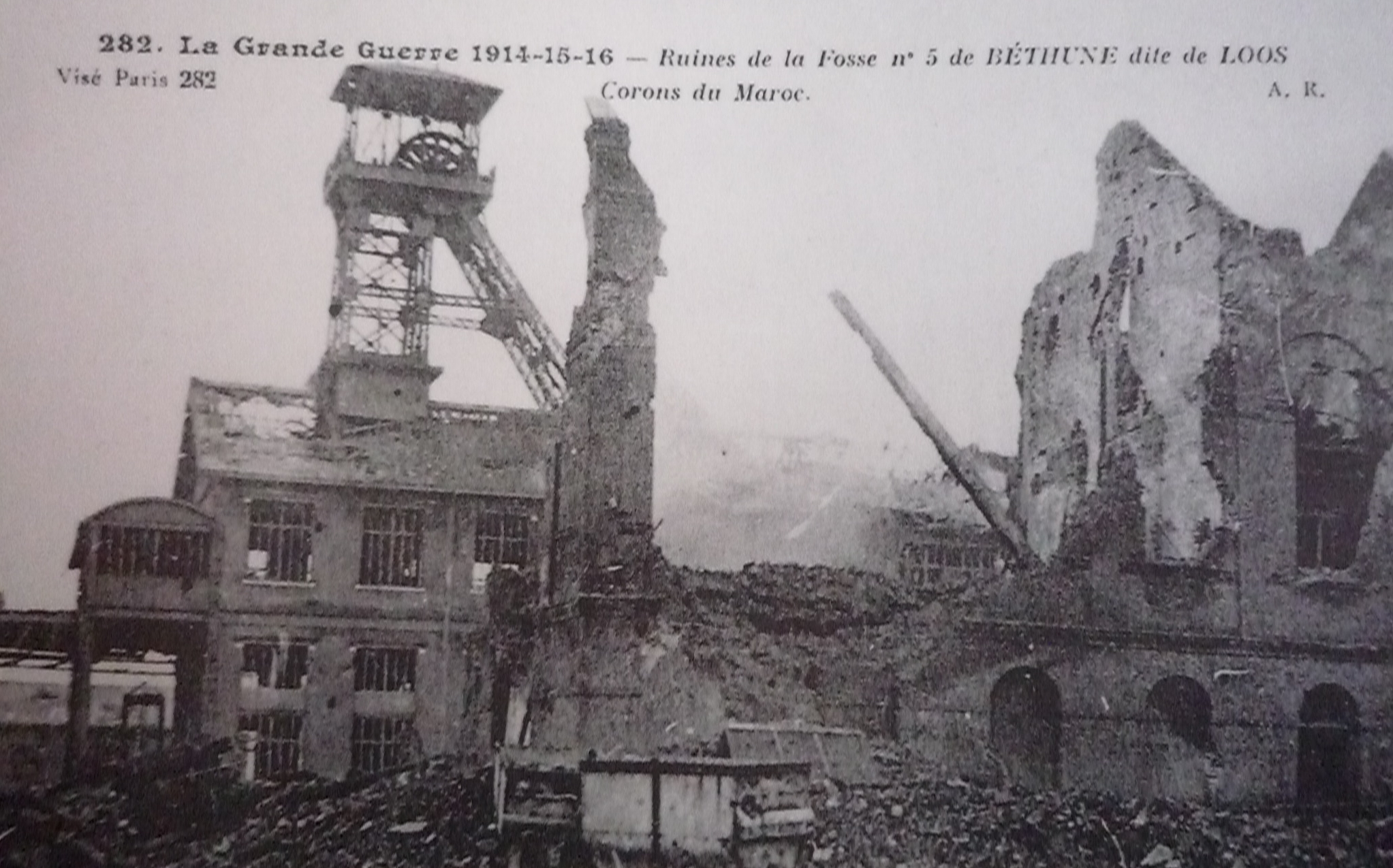
La fosse no 5 - 5 bis après la Première Guerre mondiale.

Le puits est entrepris à l'altitude de 67 mètres. Le niveau est passé à l'aide d'une seule pompe d'épuisement, la venue d'eau maximale a été de 1 680 hectolitres à l'heure, vers 58 mètres de profondeur. Un cuvelage en chêne est posé entre 29,50 et 84,85 mètres de profondeur. Le diamètre utile du puits est de 4,50 mètres. Le terrain houiller est atteint à la profondeur de 150 mètres. La fosse traverse une veine de 1,55 mètre à 152 mètres, une veine de 80 centimètres à 167 mètres, et une veine de 85 centimètres.

### Exploitation
La fosse entre en exploitation à partir du 15 mai 1875. Des apparails à air comprimé ont été établis pour la perforation et la traction mécanique, le charbon contient du gaz. La fosse est très riche et très productive, puisque de son ouverture aux environs de 1880, elle a déjà fourni 385 000 tonnes. Dans les années 1890, le puits est profond de 263 mètres, et les accrochages sont établis à 190 et 233 mètres de profondeur.
Le puits no 5 bis est commencé en 1901, à cinquante mètres à l'est-nord-est du puits no 5. Il est entrepris à l'altitude de 69 mètres, et le terrain houiller est atteint à la profondeur de 150 mètres.
La fosse est détruite durant la Première Guerre mondiale. Le puits no 5 bis conserve un chevalement métallique, alors que le puits no 5 est doté d'un chevalement en béton armé construit dans le style architectural de la Compagnie de Béthune. Les deux puits assurent l'extraction.
La Compagnie des mines de Béthune est nationalisée en 1946, et intègre le Groupe de Béthune. Le rotor de la machine d'extraction du puits no 5 bis est remplacé en 1955 par un nouveau, d'une puissance de 1 300 chevaux. Le gisement exploité est en plateures, la fosse bénéficie donc des nouvelles techniques d'abattage. En 1963, le rabot « Westfalia » est mis en service. Le puits no 5 bis est accroché à 533 mètres en 1967, il exploitait auparavant à 400 mètres. La production de la fosse remonte alors par le puits no 5 bis.
La fosse cesse d'extraire en 1968, après avoir remonté 24 711 000 tonnes de houille. Les puits nos 5 et 5 bis, respectivement profonds de 483 et 735 mètres, sont remblayés en 1969, les chevalements sont détruits en 1969 et 1970.

### Reconversion
Au début du XXIe siècle, Charbonnages de France matérialise les têtes des puits. Le BRGM y effectue des inspections chaque année. Le seul vestige de la fosse est sa grille d'entrée.

## Le terril

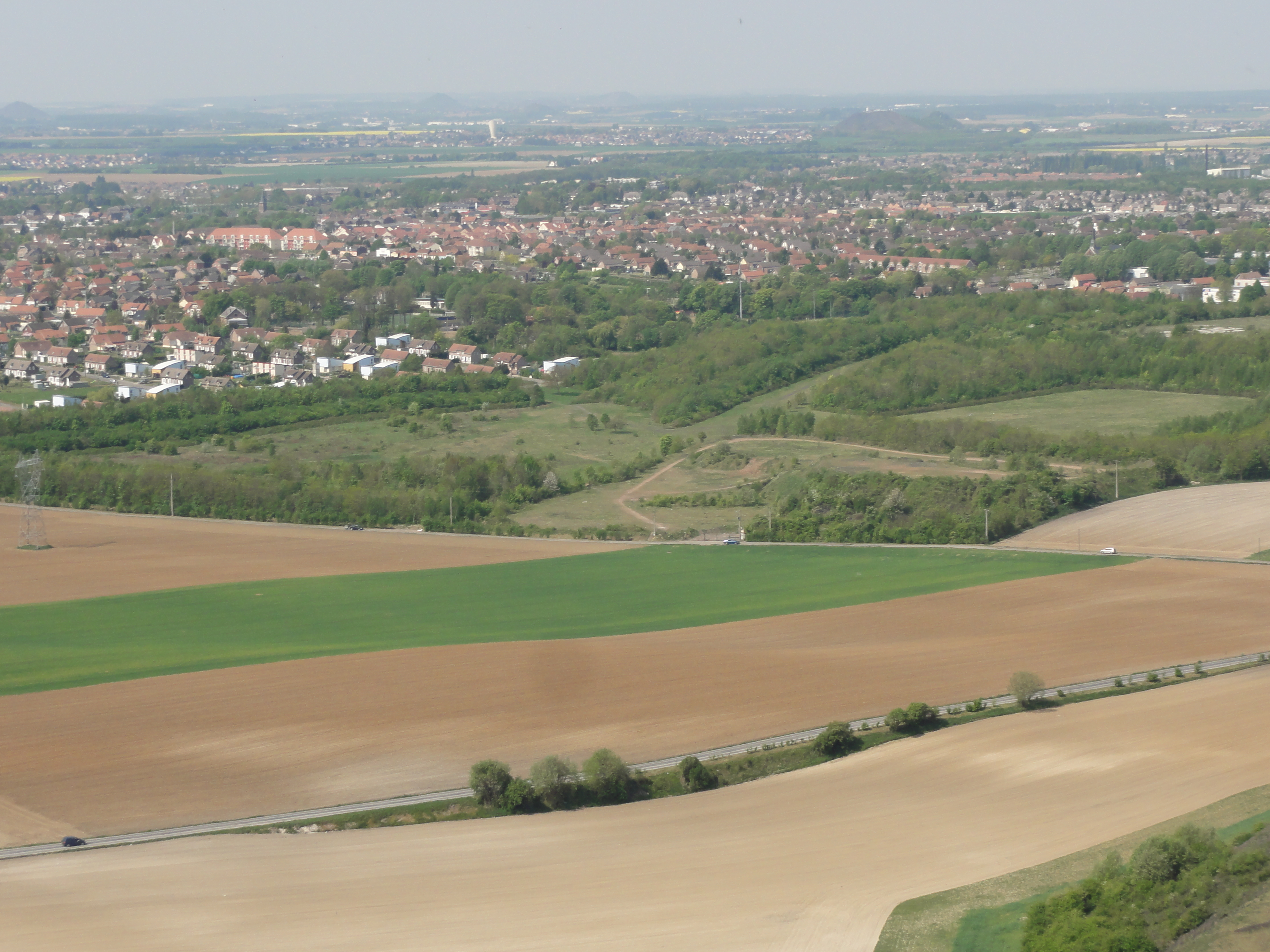
Le terril disparu du 5 de Béthune, vue depuis ceux de la fosse no 11 - 19.

50° 26′ 51″ N, 2° 45′ 45″ E
Le terril no 59, 5 de Béthune, situé à Loos-en-Gohelle, est le terril conique de la fosse no 5 - 5 bis des mines de Béthune. Haut de 82 mètres, il a été intégralement exploité,.

## Les cités
De vastes cités ont été établies au nord de la fosse no 5 - 5 bis. Une partie a été détruite, l'autre a été rénovée. La cité-jardin des Quarante et la cité pavillonnaire no 5 font partie des 353 éléments répartis sur 109 sites qui ont été inscrits le 30 juin 2012 sur la liste patrimoine mondial de l'Unesco. Elles constituent une partie du site no 84.

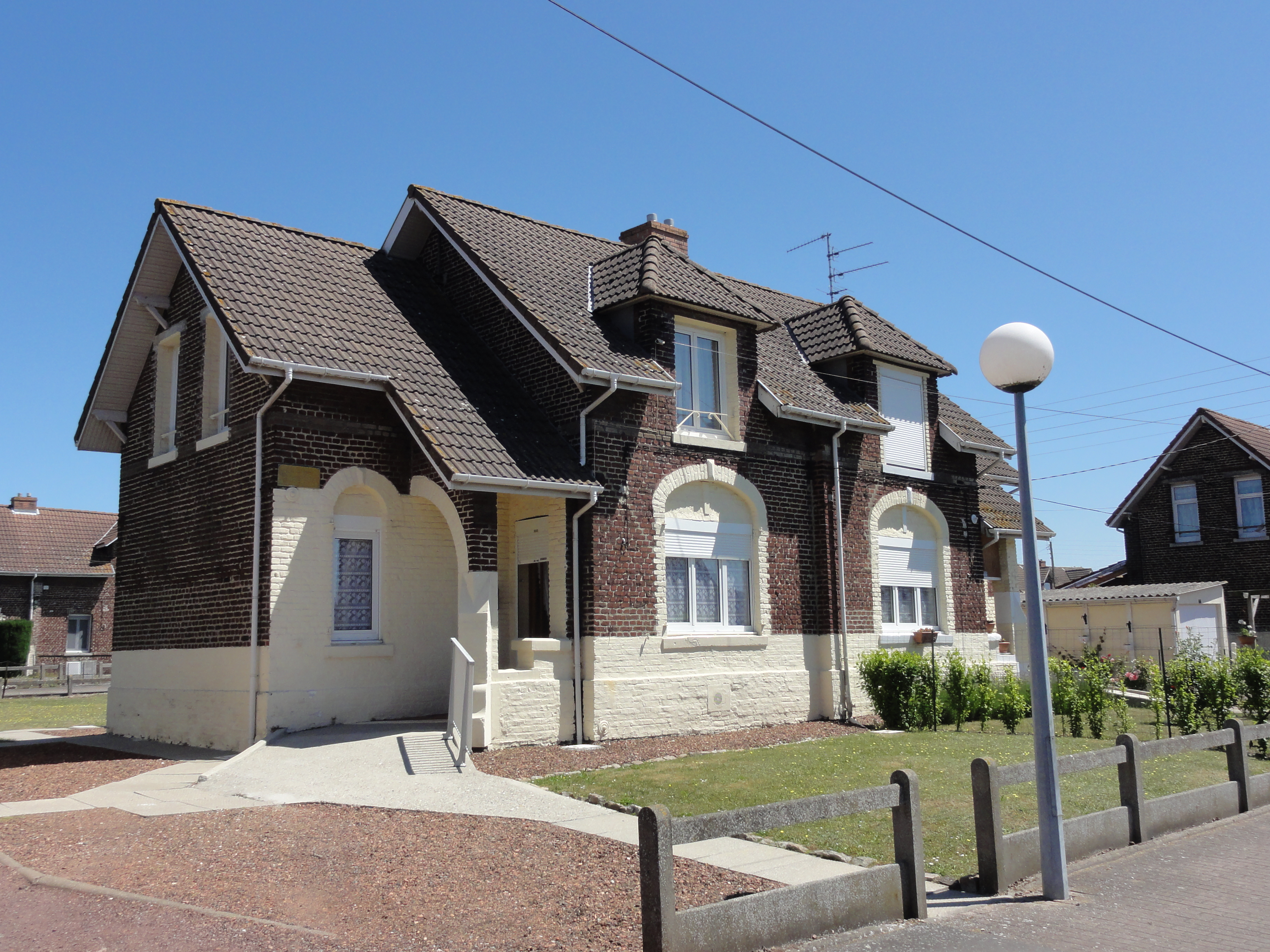
Des habitations groupées par deux.
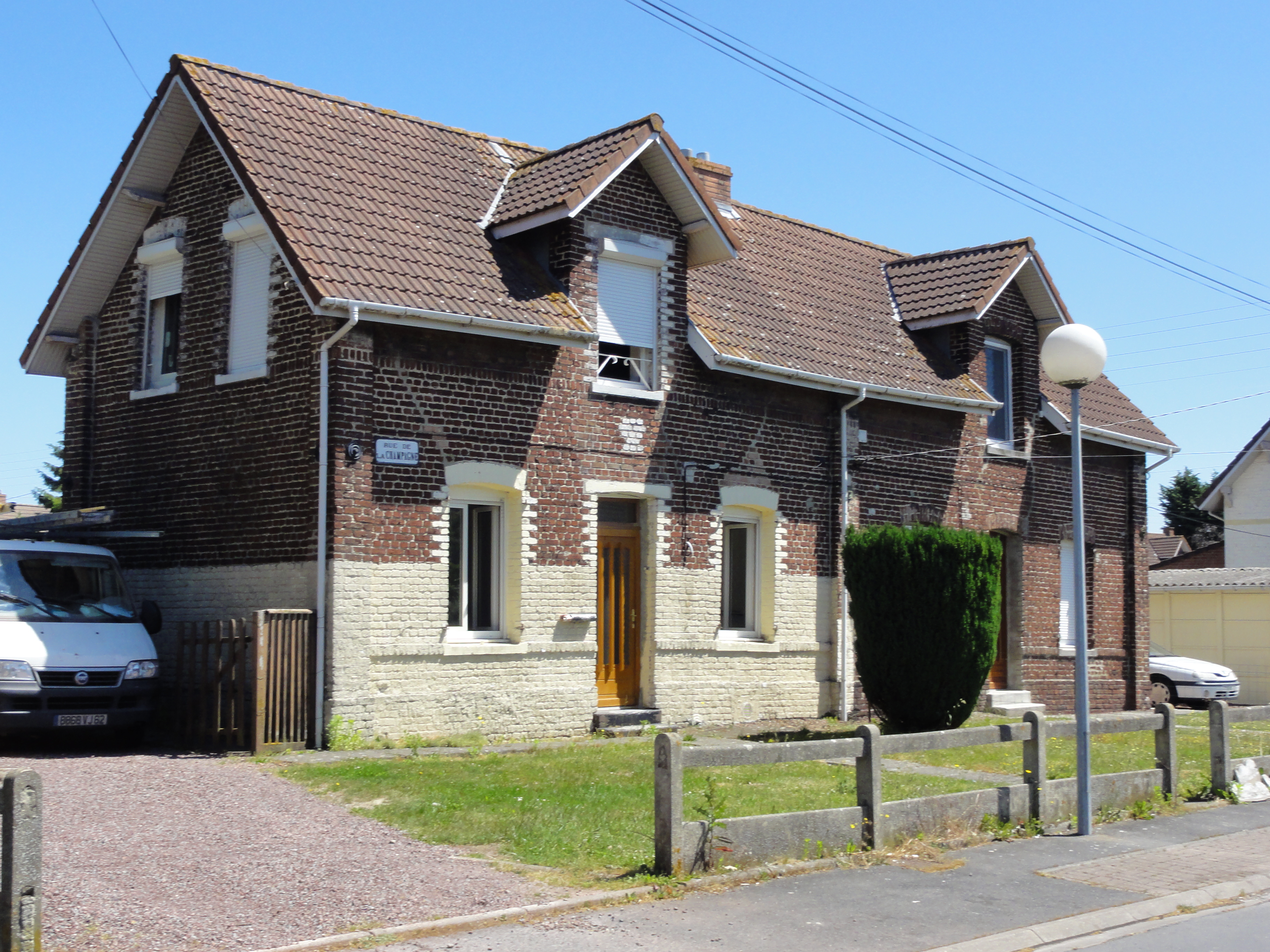
Des habitations groupées par deux.
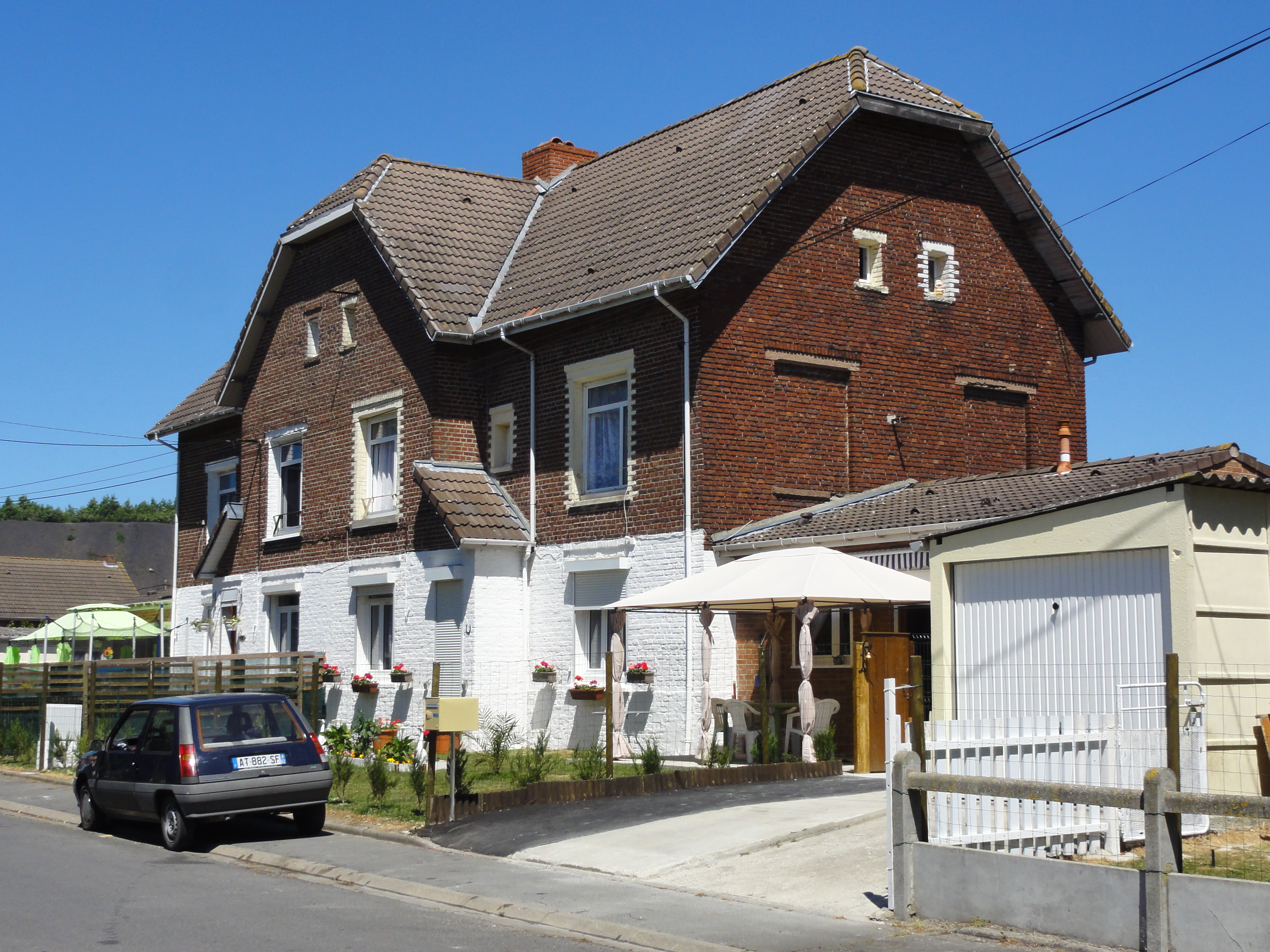
Des habitations groupées par quatre.
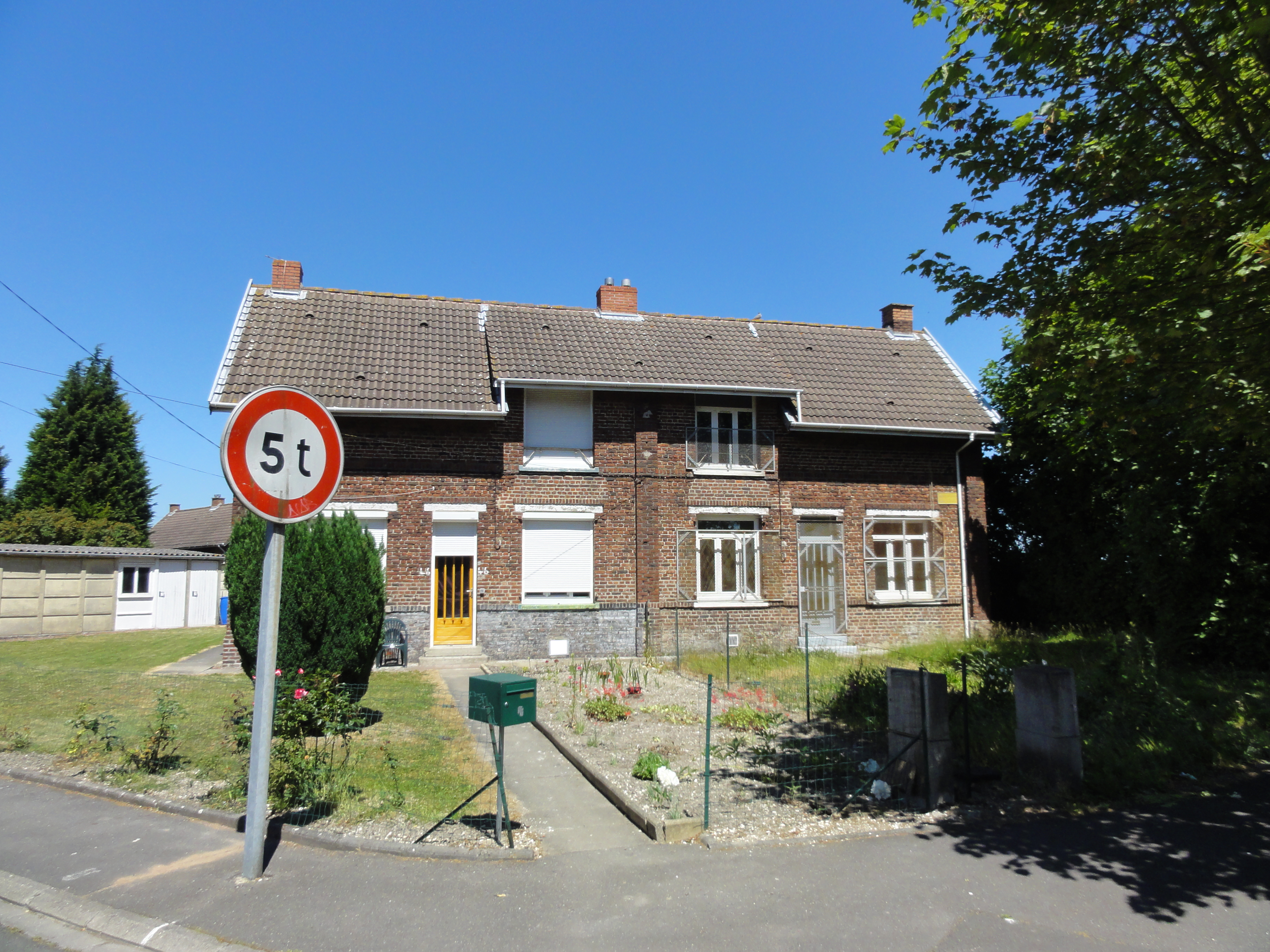
Des habitations groupées par deux.
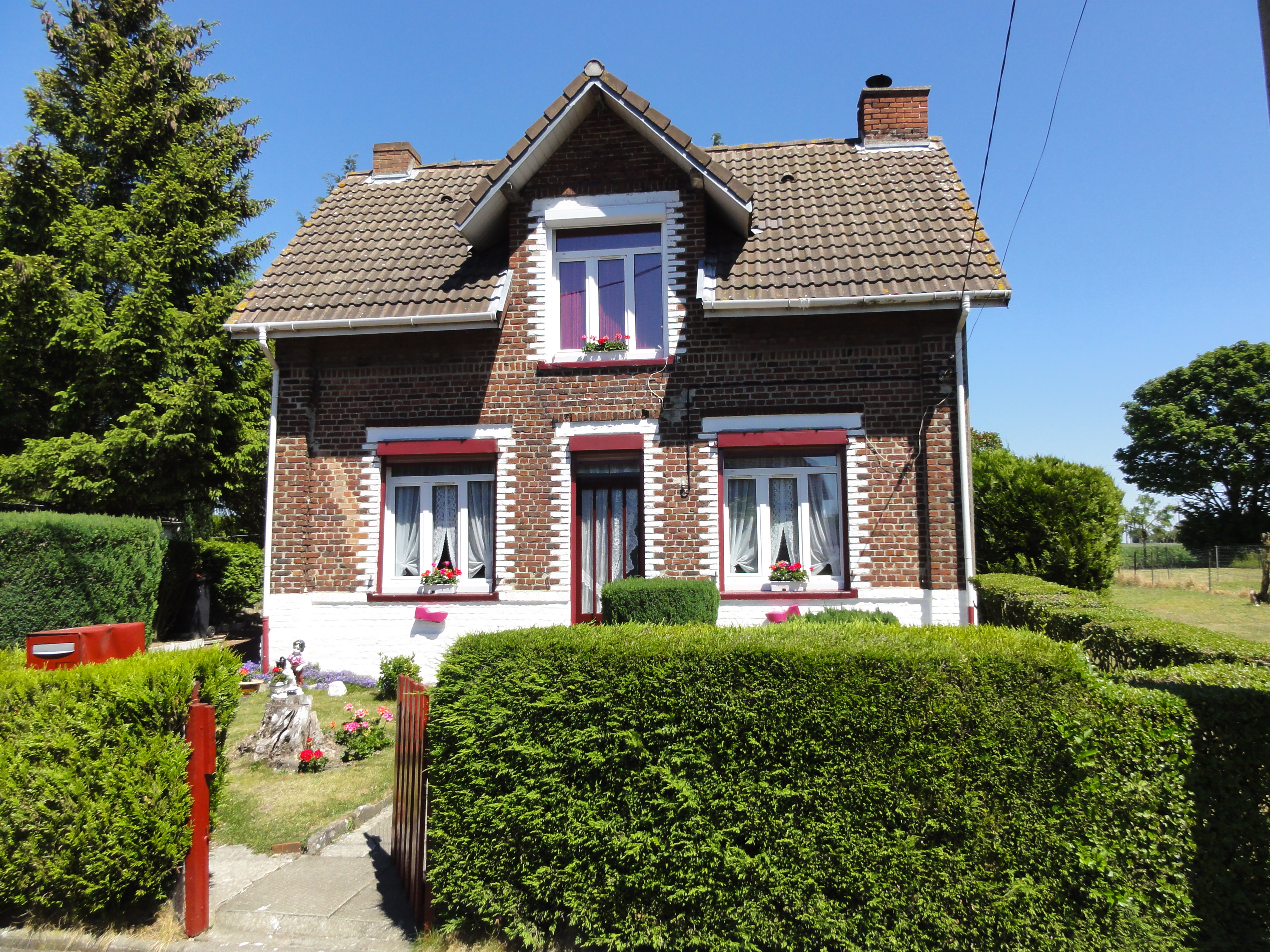
Une habitation individuelle.
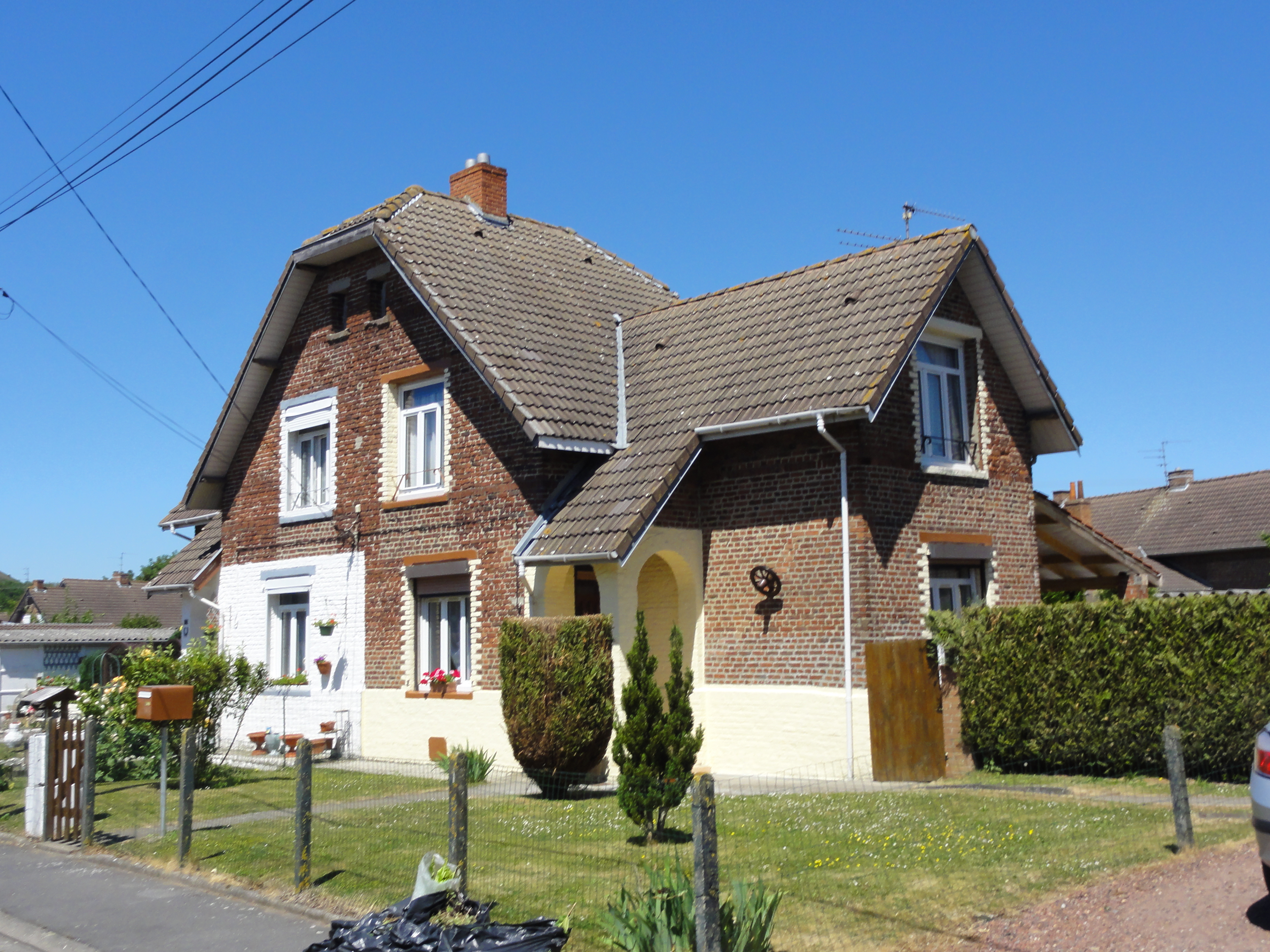
Des habitations groupées par deux.

### L'église Saint-Louis
50° 27′ 05″ N, 2° 45′ 10″ E

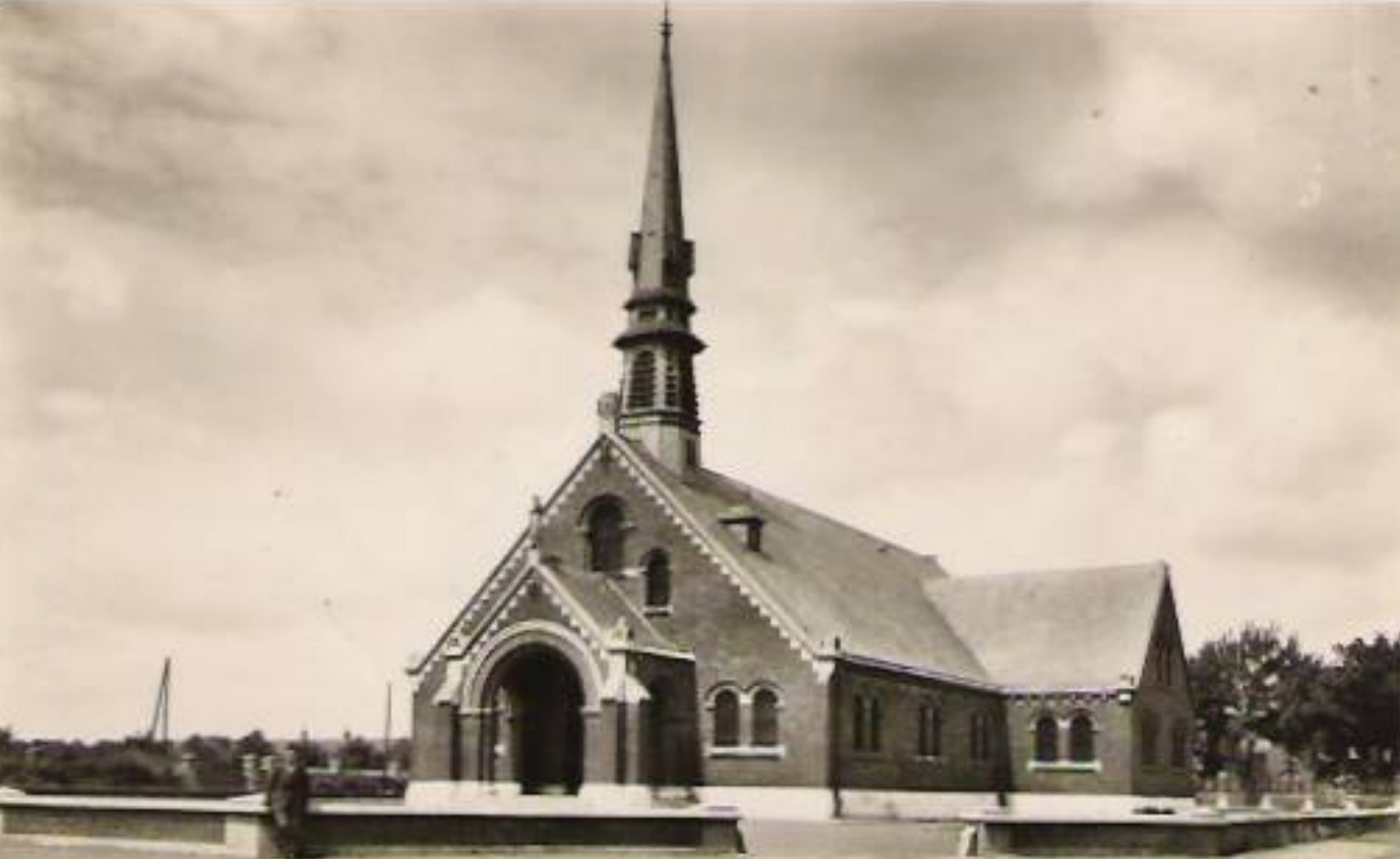
L'église Saint-Louis.

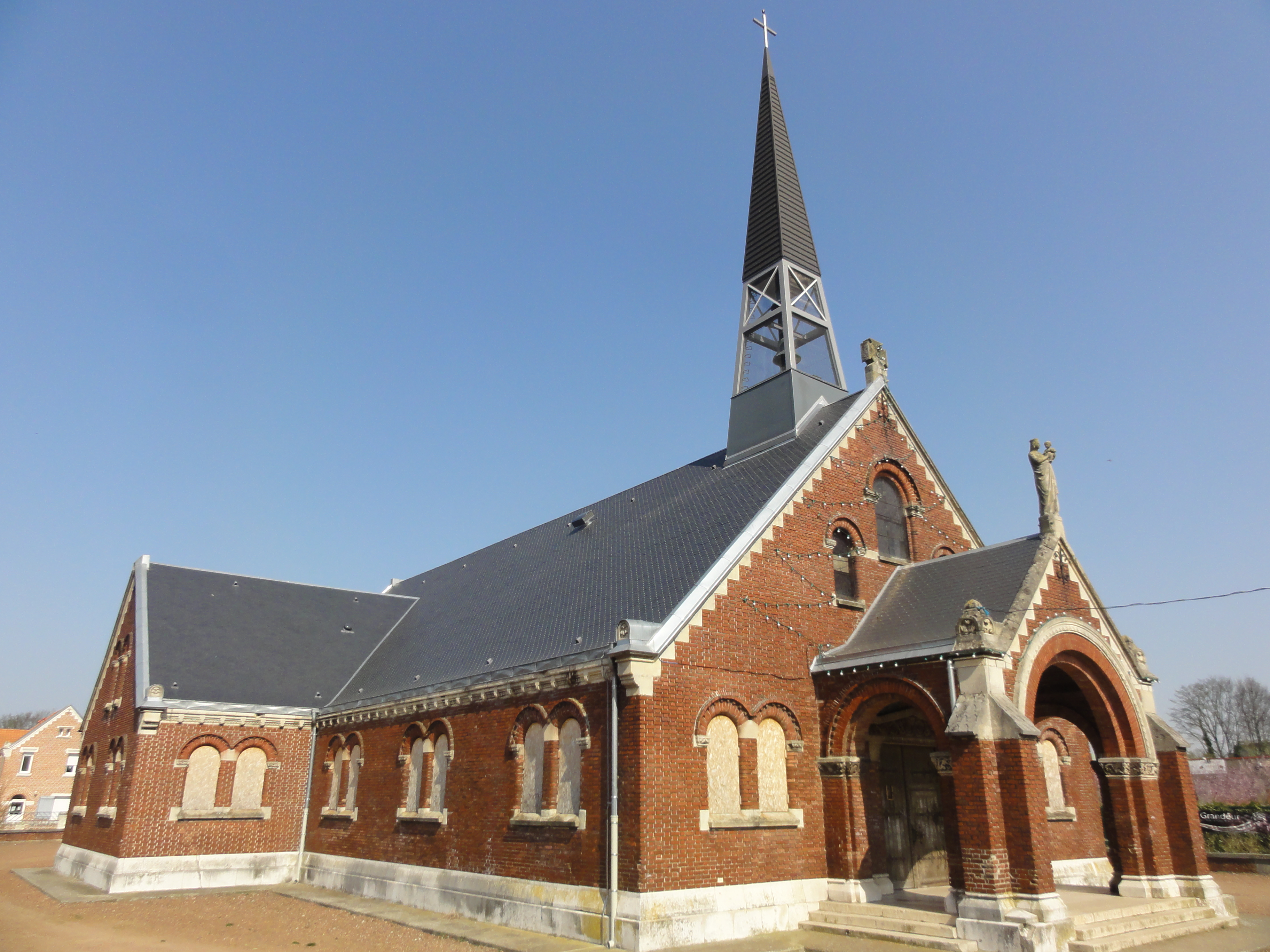
L'église Saint-Louis en 2012.

Une église consacrée à saint Louis est bâtie en 1905 par la Compagnie de Béthune au cœur des côtés de la fosse no 5 - 5 bis, mais elle est détruite durant la Première Guerre mondiale. Une nouvelle église est reconstruite à l'emplacement de la précédente. Le secteur paroissial comprend désormais les cités des fosses nos 5 - 5 bis et 11 - 11 bis, ainsi que la nouvelle cité prolongeant celle du Maroc. L'architecte est Gustave Umbdenstock. Afin de réduire les coûts, la nouvelle église Saint-Louis, qui est bénie en 1925, est bâtie sur les fondations de l'ancienne église. L'architecte, tout en utilisant des matériaux modernes, fait référence à l'architecture romane. le sculpteur Font-Robert fabrique les chapiteaux, les autels, et la chaire. Léon Rudnicki, artiste décorateur, s'occupe de réaliser la fresque du tympan du porche et les peintures décoratives intérieures. Auguste Labouret réalise le chemin de croix et les vitraux.
L'église Saint-Louis en totalité fait l’objet d’une inscription au titre des monuments historiques depuis le 9 octobre 2009. L'église et son presbytère font partie des 353 éléments répartis sur 109 sites qui ont été inscrits le 30 juin 2012 sur la liste patrimoine mondial de l'Unesco. Ils constituent une partie du site no 84.

### La société de secours mutuels et la maison du médecin-chef
50° 27′ 04″ N, 2° 44′ 07″ E
La société de secours mutuels des ouvriers et employés de la Compagnie de Béthune et la maison du médecin-chef ont été bâtis dans le centre-ville de Grenay. Les façades et toitures de la société de secours mutuels et de la maison du médecin-chef fait l’objet d’une inscription au titre des monuments historiques depuis le 18 mars 2010.

### Les écoles

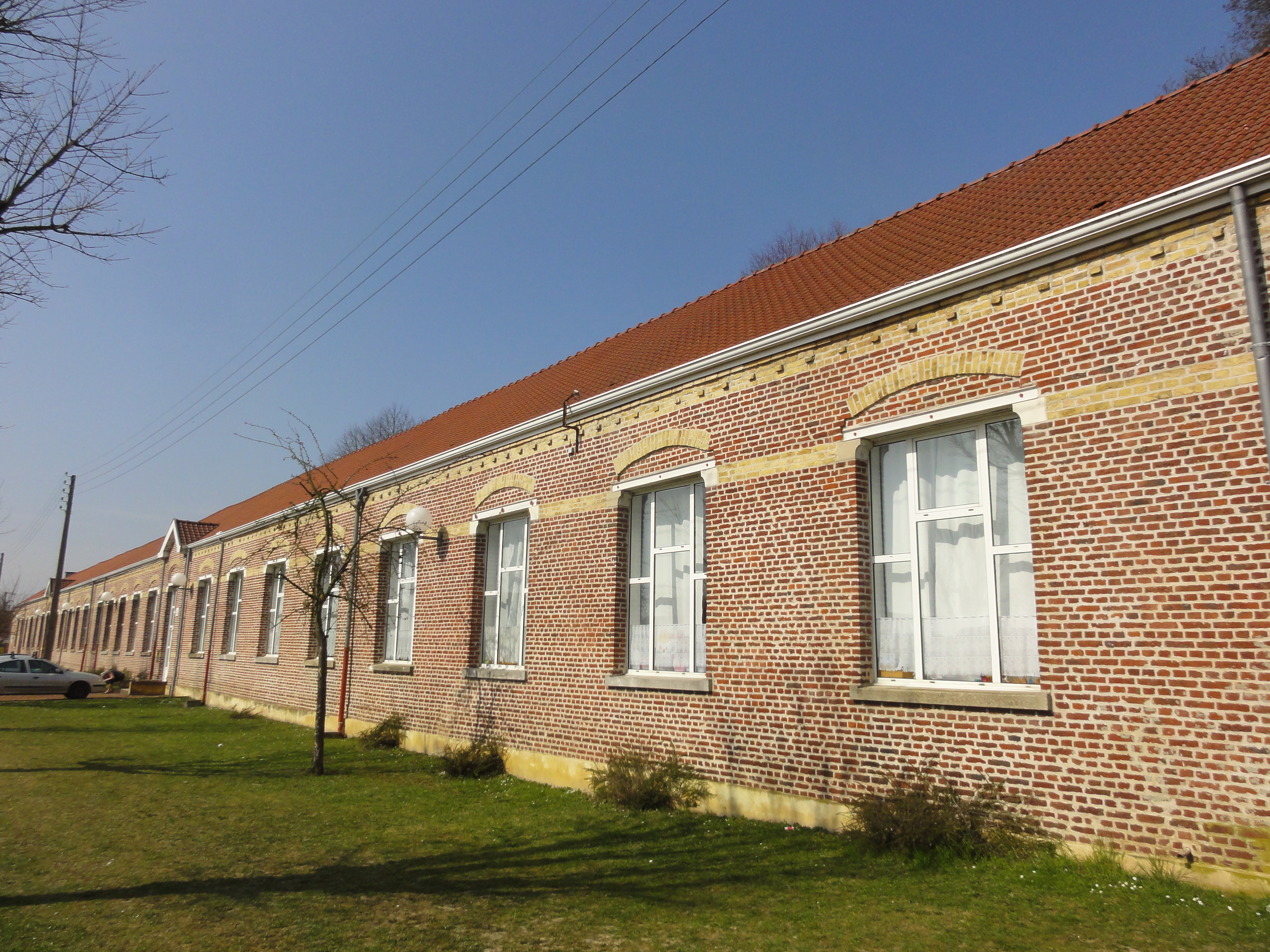
Les écoles.

Google Maps
Des écoles ont été bâties par la compagnie près de l'église. Elles font partie des 353 éléments répartis sur 109 sites qui ont été inscrits le 30 juin 2012 sur la liste patrimoine mondial de l'Unesco. Elles constituent une partie du site no 84.